# Pentageia
Pentageia (in greco Πεντάγεια o Πεντάγια?; in turco Yeşilyurt) è un villaggio di Cipro, situato de iure nel distretto di Nicosia di Cipro, e de facto nel distretto di Lefke di Cipro del Nord. Sino al 1974 il villaggio era a forte prevalenza greco-cipriota.
Nel 2011 Pentageia aveva 1 218 abitanti.

## Geografia fisica
Pentageia è situato a ovest di Morfou e 5 km  a est di Karavostasi. Essa è situata a circa un km dalla baia di Morphou, e a sette chilometri a est di Xeros sulla strada per Morphou.

## Origini del nome
In greco Pentageia significa "cinque santi". Nel 1975, i turco-ciprioti cambiarono il nome del villaggio in Yeşilyurt, che significa "paese verde".

## Società

### Evoluzione demografica
Il villaggio era un villaggio cristiano durante il periodo ottomano. Nel censimento ottomano del 1831, i cristiani (greco-ciprioti) costituivano gli unici abitanti del villaggio. Durante il periodo britannico la popolazione del villaggio crebbe significativamente da 77 abitanti nel 1891 a 1.078. Nel 1960, una piccola popolazione turco-cipriota aveva cominciato ad emergere. Tuttavia, i greco-ciprioti costituivano ancora quasi il 98% della popolazione.
Durante i combattimenti intercomunitari del 1963-64, tutti i turco-ciprioti fuggirono dal villaggio e cercarono rifugio nell'enclave di Lefka. Nell'agosto 1974, l'intera popolazione greco-cipriota fuggì dal villaggio dall'esercito turco che avanzava. Attualmente, come il resto dei greco-ciprioti sfollati, i greco-ciprioti di Pentagiea sono sparsi nel sud dell'isola, soprattutto nelle città. Il numero dei greco-ciprioti di Pentagiea sfollati nel 1974 era di circa 1.350 (1.318 nel censimento del 1973).
Attualmente Pentageia è abitata principalmente da turco-ciprioti sfollati dai villaggi vicini che sono finiti dall'altra parte del confine o sono ora utilizzati per scopi militari. Essi provengono principalmente da Agios Epiphanios/Esendağ (Aybifan), Korakou, Flasou/Flasu, Ammadies/Günebakan, Agios Georgios (Lefkas)/Madenliköy, Koutrafas/Kurtboğan, ecc.. A Pentageia vivono anche molte famiglie sfollate dal villaggio di Alektora/Gökağaç nel distretto di Limassol e dai villaggi di Paphos come Melateia/Malatya. Inoltre, c'è un piccolo numero di famiglie provenienti dalla Turchia che si stabilirono nel villaggio durante il 1976-77. Il censimento turco-cipriota del 2006 ha fissato la popolazione del villaggio a 1 278 persone.